# James W. Watts
Pour les articles homonymes, voir Watts (nom de famille).
James Winston Watts, né le 19 janvier 1904, décédé le 15 novembre 1994 est un neurochirurgien américain.
Spécialiste controversé de la psychochirurgie, il est notamment célèbre pour avoir pratiqué avec Walter Jackson Freeman, à partir de 1950, massivement la lobotomie aux États-Unis, bien que la même année l'URSS l'ait interdit, car jugé « anti scientifique et inefficace ».